# Charles Henri d'Estaing

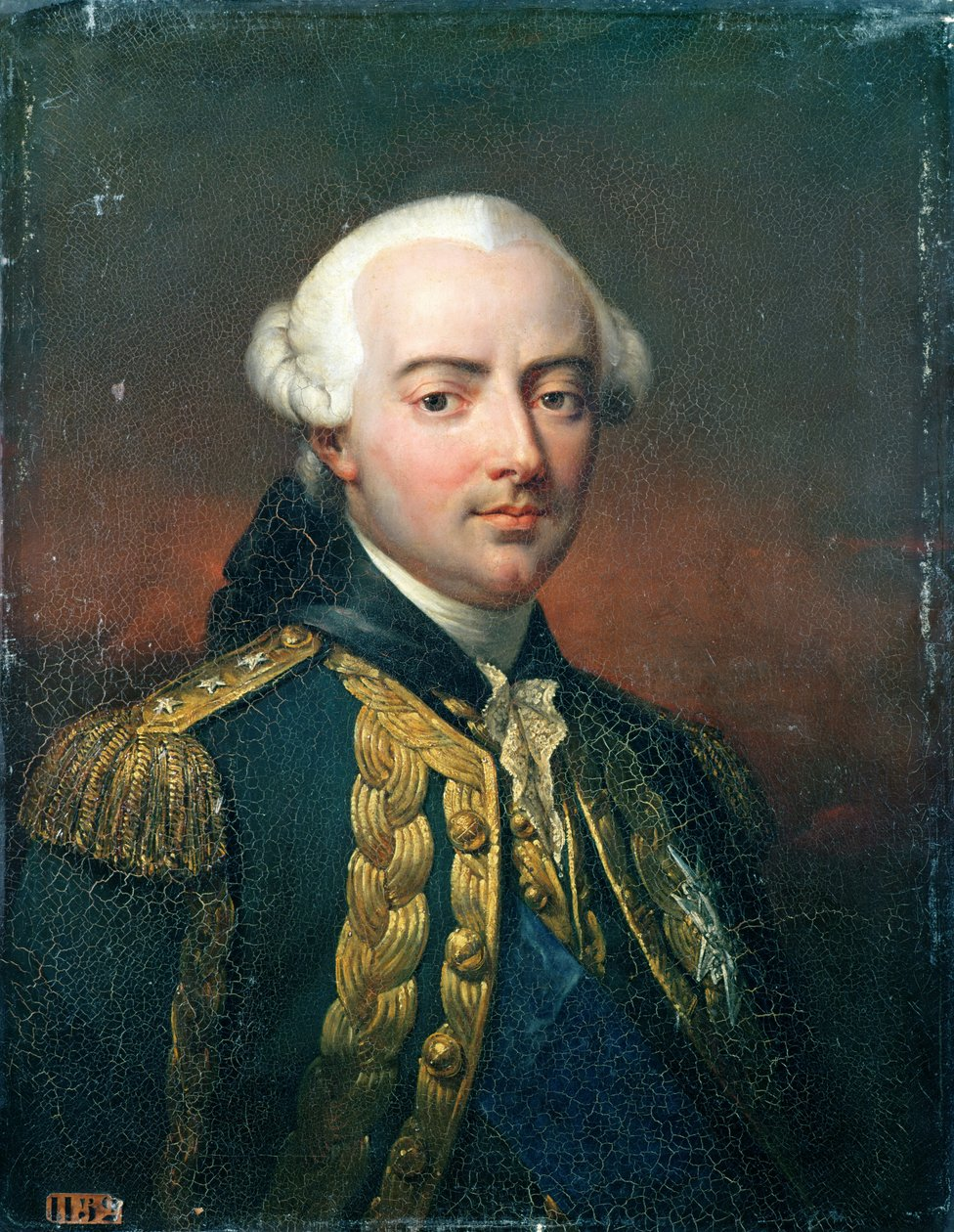
Charles Henri d'Estaing

Jean Baptiste Charles Henri Hector d'Estaing, född 1729, död den 28 april 1794, var en fransk greve, amiral och general. 
d'Estaing hade avancerat till brigadgeneral, då han 1757 medföljde en expedition till Indien, där han utmärkte sig i strider mot engelsmännen, vilkas sjöfart han tillfogade betydliga förluster. Efter fredsslutet (1763) blev han generallöjtnant och 1777 viceamiral (vilken titel han dock frånsade sig) samt befälhavare för en eskader, med uppdrag att bistå amerikanerna i kriget mot England. Han utkämpade en oavgjord sjöstrid mot lord Howe, erövrade öarna S:t Vincent och Grenada samt vann även en seger över engelske amiralen Byron, vilket hade till följd, att fransmännen fick övervikt i de västindiska farvattnen. 
Vid sin återkomst till Frankrike 1780 föll d'Estaing i onåd, men erhöll 1783 befäl över en förenad fransk-spansk flotta. Därefter ägnade sig d'Estaing huvudsakligen åt politiken. Under franska revolutionen sökte han spela en medlares roll och blev 1792 av nationalförsamlingen utnämnd till viceamiral av Frankrike, men för sin tillgivenhet för kungahuset blev han giljotinerad.